# Veliki kubikubooktaeder
| Veliki kubikobooktaeder                              | Veliki kubikobooktaeder                              |
| ---------------------------------------------------- | ---------------------------------------------------- |
|                                                      |                                                      |
| Vrsta                                                | uniformni zvezdni polieder                           |
| Elementi                                             | F = 20, E = 48, V =24 ({\displaystyle \chi \,} = -4) |
| Stranske ploskve po stranicah                        | 8{3}+6{4}+6{8/3}                                     |
| Wythoffovi simboli                                   | 3 4 \| 4/3 4 3/2 \| 4                                |
| Simetrijska grupa                                    | Oh, [4,3], *432                                      |
| Bowersov akronim                                     | Gocco                                                |
| Sklici                                               | U14, C50, W77                                        |
| veliki heksakronski ikozitetraeder (dualni polieder) | (3.8/3.4.8/3) slika oglišč                           |

Veliki kubikubooktaeder je uniformni zvezdni polihoron z oznako (indeksom) U14.

## Sorodni poliedri
Ima enako razvrstitev oglišč kot konveksna prisekana kocka in ostala dva nekonveksna uniformna poliedra. Razen tega ima še isto razvrstitev robov kot nekonveksni veliki rombikubooktaeder, ki ima skupne trikotne stranske ploskve in šest kvadratnih stranskih ploskev in z velikim rombiheksaedrom, ki pa ima skupne oktagramske stranske ploskve.   
| prisekana kocka | nekonveksni veliki rombikubooktaeder | veliki kubikubooktaeder | veliki rombiheksaeder |